# US Chaouia
Union Sportive des Chaouia (în arabă الإتحاد الرياضي للشاوية), denumit în mod obișnuit US Chaouia sau simplu USC, este un club de fotbal algerian care reprezintă orașul Oum El Bouaghi în competițiile fotbalistice. În prezent echipa concurează în liga a treia, al treilea nivel fotbalistic din Algeria.